# Mathieu Pla
Mathieu Pla, né le 13 mars 1985 à Perpignan (Pyrénées-Orientales), est un joueur français de rugby à XV français qui évolue au poste de demi de mêlée au sein de l'effectif du Pays d'Aix RC (1,75 m pour 72 kg).

## Carrière
- Torreilles
- USA Perpignan
- 2005-2007 : RC Toulon
- 2007-2008 : Pays d'Aix RC
- 2008-2010 : RC Chalon
- 2010-2014 : CA Saint Raphaël/Frejus
- 2014-2018 : Rugby club Hyères-Carqueiranne-La Crau
- 2018- : CA Saint Raphaël/Frejus

## Palmarès
- Finaliste du championnat de France Reichel : 2005 avec Toulon.                                                Champion de France fédérale 2 2017 Rchcc